# Café Bleu
Café Bleu is het officiële debuutalbum van The Style Council, het Britse soul-/jazzcollectief rond zanger/gitarist Paul Weller (ex-frontman van The Jam) en Mick Talbot (voormalig toetsenist van onder meer Dexys Midnight Runners). Het album werd op 16 maart 1984 uitgegeven door Polydor en is geproduceerd door Paul Weller en Peter Wilson die ook de latere Jam-albums voor zijn rekening had genomen. In eigen land was Café Bleu goed voor een #6-notering en een gouden status; in Nederland haalde het de elfde plaats. In Amerika kwam het als My Ever Changing Moods tot #56.

## Achtergrond
Café Bleu bestaat enerzijds uit soulvolle popnummers zoals Weller die in zijn nadagen met The Jam begon te maken, en anderzijds uit jazz-instrumentals waarin Talbot als hammondorganist soleert. De voorafgegane single My Ever Changing Moods is opnieuw opgenomen met alleen pianobegeleiding. Het bossanova-achtige The Whole Point Of No Return zou een jaar later de omgekeerde weg gaan als B-kant van de anti-Thatcher-single The Lodgers. Behalve Weller zijn er op het album ook andere zangstemmen te horen; op The Paris Match is dat Tracey Thorn van Everything But The Girl, in Strength Of Your Nature en Headstart For Happiness is dat het latere bandlid Dee C. Lee, en in A Gospel is een gastrol weggelegd voor rapper Dizzy Hites.

## Ontvangst
Café Bleu heeft lovende recensies ontvangen en wordt samen met de politiek geladen opvolger Our Favourite Shop tot de beste albums van de Style Council gerekend.

## Tracklijst
Alle nummers zijn geschreven door Paul Weller tenzij anders vermeld.
Kant A
1. "Mick's Blessings" (Mick Talbot) – 1:15
2. "The Whole Point of No Return" – 2:40
3. "Me Ship Came In!" – 3:06
4. "Blue Café" – 2:15
5. "The Paris Match" – 4:25
6. "My Ever Changing Moods" – 3:37
7. "Dropping Bombs on the Whitehouse" (Weller, Talbot) – 3:15

Kant B
1. "A Gospel" – 4:44
2. "Strength of Your Nature" – 4:20
3. "You're the Best Thing" – 5:40
4. "Here's One That Got Away" – 2:35
5. "Headstart for Happiness" – 3:20
6. "Council Meetin'" (Weller, Talbot) – 2:29